# ヴェンジェンスオブレイン
ヴェンジェンスオブレイン（爪皇凌雨、Vengeance of Rain）は、ニュージーランドで生まれ、香港で調教を受けた競走馬。父はザビール。母デーンラーは1998年ブルーダイヤモンドステークス (G1) の優勝馬で、本馬の妹にオーストラリアンオークスに優勝したディゼルがいる。

## 戦績
もともとサブスクライブ (Subscribe) という名でオーストラリアに所属し3戦1勝。VRCサイアーズプロデュースステークス (G1) に挑戦しているが5着が精一杯であった。2004年に香港に移籍とともに改名。2004年中は結局1勝も出来なかったが、翌2005年は初戦フェアリーキングプローンハンデキャップを皮切りにセンテナリーヴァーズ（香港G3・LR）、香港ダービー（香港G1・LR）、クイーンエリザベス2世カップ (G1) 、香港チャンピオンズ&チャターカップ（香港G1・LR）と5連勝。
シーズンが変わっての緒戦のナショナルデイカップで8着に敗れ、連勝は途絶えるものの、秋には国際カップトライアル（香港G2、LR）、香港カップ (G1) を連勝した。香港カップの勝利でワールドレーシング・チャンピオンシップのポイントが24になり、アジア圏の馬として初めてワールドレーシング・チャンピオンシップ総合優勝を果たした。
しかし、年が明けると心臓疾患を発症。当初予定されていたドバイシーマクラシック遠征を見送り、香港調教馬としては異例のニュージーランドへの海外放牧に出された。
心臓は順調に回復し、2006/2007シーズン10月に戦列に復帰。香港マイルトライアルを経て香港カップで3着と徐々に良化を見せ、年が開けて2007年はスチュワーズカップで敗れるも、香港金杯で勝利を収め、香港調教馬として初となる香港における2000mのG1競走全制覇を達成。更に、前年の念願だったドバイシーマクラシックに挑戦し、見事に勝利を収め、香港調教馬として初めて国外の2000m以上の国際G1勝利を飾った。また、この勝利によってサイレントウィットネスの記録を抜き、歴代香港最多賞金獲得馬にもなり、さらに2006/2007年度の「香港馬王（香港年度代表馬）」にも選ばれた。（同時に「最優秀ステイヤー」と、ファン投票で選出する「最高人気馬」にも選ばれている。）
2007/2008年度は11月の国際マイルトライアルから始動するも5着、次走の香港カップ (G1) もラモンティの6着に終わった。そしてセンテナリーヴァーズ（香港G3）に出走するが、レース中に心房細動を発症し（自身2度目）競走中止となる。このレースを最後に引退が発表された。
2005年1月以降のレースではセイシェル出身のアンソニー・デルペッシュ騎手 (Anthony Delpech) が主戦を務めていた。
2011年10月25日にニュージーランドのケンブリッジスタッドにて死亡した。

## 血統表
| ヴェンジェンスオブレインの血統サーゲイロード系（ロイヤルチャージャー系） / Northern Dancer 4×4=12.50% | ヴェンジェンスオブレインの血統サーゲイロード系（ロイヤルチャージャー系） / Northern Dancer 4×4=12.50% | ヴェンジェンスオブレインの血統サーゲイロード系（ロイヤルチャージャー系） / Northern Dancer 4×4=12.50% | （血統表の出典）     | （血統表の出典） |
| 父 Zabeel 1986 鹿毛                                                                                   | 父の父Sir Tristram 1971 鹿毛                                                                          | Sir Ivor                                                                                              | Sir Gaylord          | Sir Gaylord      |
| 父 Zabeel 1986 鹿毛                                                                                   | 父の父Sir Tristram 1971 鹿毛                                                                          | Sir Ivor                                                                                              | Attica               |                  |
| 父 Zabeel 1986 鹿毛                                                                                   | 父の父Sir Tristram 1971 鹿毛                                                                          | Isolt                                                                                                 | Round Table          | Round Table      |
| 父 Zabeel 1986 鹿毛                                                                                   | 父の父Sir Tristram 1971 鹿毛                                                                          | Isolt                                                                                                 | All My Eye           |                  |
| 父 Zabeel 1986 鹿毛                                                                                   | 父の母Lady Giselle 1982 鹿毛                                                                          | Nureyev                                                                                               | Northern Dancer      | Northern Dancer  |
| 父 Zabeel 1986 鹿毛                                                                                   | 父の母Lady Giselle 1982 鹿毛                                                                          | Nureyev                                                                                               | Special              |                  |
| 父 Zabeel 1986 鹿毛                                                                                   | 父の母Lady Giselle 1982 鹿毛                                                                          | Valderna                                                                                              | Val de Loir          | Val de Loir      |
| 父 Zabeel 1986 鹿毛                                                                                   | 父の母Lady Giselle 1982 鹿毛                                                                          | Valderna                                                                                              | Derna                |                  |
| 母 Danelagh 1995 鹿毛                                                                                 | 母の父* デインヒル Danehill 1986 鹿毛                                                                 | Danzig                                                                                                | Northern Dancer      | Northern Dancer  |
| 母 Danelagh 1995 鹿毛                                                                                 | 母の父* デインヒル Danehill 1986 鹿毛                                                                 | Danzig                                                                                                | Pas de Nom           |                  |
| 母 Danelagh 1995 鹿毛                                                                                 | 母の父* デインヒル Danehill 1986 鹿毛                                                                 | Razyana                                                                                               | His Majesty          | His Majesty      |
| 母 Danelagh 1995 鹿毛                                                                                 | 母の父* デインヒル Danehill 1986 鹿毛                                                                 | Razyana                                                                                               | Spring Adieu         |                  |
| 母 Danelagh 1995 鹿毛                                                                                 | 母の母Palatious 1989                                                                                  | Semipalatinsk                                                                                         | Nodouble             | Nodouble         |
| 母 Danelagh 1995 鹿毛                                                                                 | 母の母Palatious 1989                                                                                  | Semipalatinsk                                                                                         | School Board         |                  |
| 母 Danelagh 1995 鹿毛                                                                                 | 母の母Palatious 1989                                                                                  | Delicious Blue                                                                                        | Rascolnik            | Rascolnik        |
| 母 Danelagh 1995 鹿毛                                                                                 | 母の母Palatious 1989                                                                                  | Delicious Blue                                                                                        | All in Vain F-No.1-o |                  |